# 1850.
◄ | 18. stoljeće | 19. stoljeće | 20. stoljeće | ►
◄ | 1820-ih | 1830-ih | 1840-ih | 1850-ih | 1860-ih | 1870-ih | 1880-ih | ►
◄◄ | ◄ | 1847. | 1848. | 1849. | 1850. | 1851. | 1852. | 1853. | ► | ►►
Arhitektura • Astronomija • Biologija • Fotografija • Glazba • Kazalište • Kemija • Kiparstvo • Knjige • Književnost • Kršćanstvo • Meteorologija • Medicina • Politika • Pravo • Promet • Slikarstvo • Šport • Znanost • Željeznički promet
1850. (rim. MDCCCL), bila je 49. godina 19. stoljeća.

## Događaji
- 28. ožujka – Potpisan Bečki književni dogovor.
- 4. travnja – Los Angeles službeno postao gradom.
- 15. travnja – San Francisco službeno postao gradom.
- 30. kolovoza – Honolulu službeno postao gradom.
- 7. rujna – Kaptol, Gradec i Vlaška Ves i okolna naselja carskim patentom cara Franje Josipa ujedinjeni su u jedinstveni grad Zagreb.[1]
- 29. rujna – Josip Juraj Strossmayer postavljen u Đakovu za srijemsko-bosanskog biskupa.
- 29. rujna – Papinskom bulom Universalis Ecclesiae obnovljena je katolička crkvena hijerarhija u Engleskoj i Walesu.
- Uveden Bachov apsolutizam kojim Hrvatska gubi sva ustavna prava i slobode

## Rođenja
- 11. siječnja – Eugen Kumičić, hrvatski književnik i političar († 1904.)
- 15. siječnja – Mihai Eminescu, rumunjski pjesnik († 1889.)
- 29. siječnja – Louise Lateau, belgijska mističarka († 1883.)
- 7. ožujka – Tomáš Masaryk, češki političar († 1934.)
- 9. ožujka – Josias von Heeringen, njemački general († 1926.)
- 19. travnja – Louis Theodor Richard von Schubert, njemački general i vojni zapovjednik († 1933.)
- 18. svibnja – Oliver Heaviside, elektroinženjer, matematičar i fizičar († 1925.)
- 29. svibnja – Anton Bonaventura Jeglič, teolog i ljubljanski biskup († 1937.)
- 15. srpnja – Franciska Cabrini, talijansko-američka misionarka († 1917.)
- 3. kolovoza – Marija Ružička-Strozzi, hrvatska operna pjevačica († 1937.)
- 9. kolovoza – Günther von Kirchbach, njemački general i vojni zapovjednik († 1925.)
- 14. kolovoza – Ljudevit Rossi, hrvatski botaničar i planinar, domobranski major († 1932.)
- 16. kolovoza – Max von Boehn, njemački general i vojni zapovjednik († 1921.)
- 14. rujna – Antun Mahnić, biskup Krčke biskupije († 1920.)
- 19. rujna – Mate Meršić Miloradić,  gradišćanskohrvatski svećenik, matematičar, filozof, astronom († 1928.)
- 7. studenoga – Martin Borenić, gradišćanskohrvatski pisac, kalendarac, učitelj († 1939.)

## Smrti
- 1. veljače – Baltazar Josić, subotički visoki gradski dužnosnik bačkih Hrvata (* 1806.)
- 22. ožujka – Karl Sigismund Kunth, njemački botaničar, biolog i istraživač (* 1788.)
- 23. travnja – William Wordsworth, engleski romantičarski pjesnik (* 1770.)
- 9. svibnja – Joseph Louis Gay-Lussac, francuski fizičar i kemičar (* 1778.)
- 9. srpnja – Zachary Taylor, 12. predsjednik SAD-a (* 1784.)
- 18. kolovoza – Honore de Balzac, francuski književnik (* 1799.)
- 23. rujna – José Gervasio Artigas, urugvajski general, političar, revolucionar i domoljub (* 1764.)

## Vanjske poveznice
|  | Zajednički poslužitelj ima još gradiva o temi 1850. |